# 21545 Койрала
21545 Койрала (21545 Koirala) — астероїд головного поясу, відкритий 17 серпня 1998 року.
Тіссеранів параметр щодо Юпітера — 3,223.